# Meine ungeschriebenen Memoiren
Meine ungeschriebenen Memoiren ist eine autobiografische Darstellung des Lebens von Katia Mann, die 1974 im S. Fischer Verlag erschien. Sie bezieht sich sehr stark auf das Leben ihres Mannes Thomas Mann und beruht auf mündlichen Berichten Katia Manns, die von Elisabeth Plessen und Michael Mann zusammengestellt und durch biographische Aussagen von Erika  und Golo Mann ergänzt wurden. 
Die Darstellung bewahrt sehr weitgehend den mündlichen Charakter; so ist z. B. eine Passage als Dialog Katjas mit ihrem Sohn Golo wiedergegeben. Insbesondere bemüht sich Katia Mann nicht darum, ein geschlossenes Bild des Lebens von Thomas Mann oder ihres eigenen Lebens zu entwerfen. Vielmehr berichtet sie in vielen Anekdoten und Einschätzungen von Personen ihres Umgangs und unternimmt es dabei, mit ihrer Sicht das Bild Thomas Manns und seines Familienlebens zu ergänzen, wie es durch biographische Darstellungen in der Öffentlichkeit verbreitet worden ist.
Beachtenswert sind dabei insbesondere die Schilderung ihrer Familie und des Verhältnisses von Thomas Mann zu ihren Eltern, Alfred Pringsheim und Hedwig Pringsheim, sowie ihre Einschätzung ihres persönlichen Einflusses auf sein Werk. So berichtet sie, sie habe die Bemerkung gemacht, die Blutungen einer Bekannten, die darin ein Wiederauftreten ihrer Periode gesehen habe, seien auf Krebs zurückzuführen gewesen. Das habe Thomas Mann so beschäftigt, dass er daraufhin die Erzählung Die Betrogene geschrieben habe.
Eine andere, wenn auch nicht der Realität entsprechende Anekdote ist, dass die NS-Regierung Passagierflugzeuge, die Deutschland überflogen, gezwungen habe, so niedrig zu fliegen, dass man die Personen im Flugzeug identifizieren konnte. Ein Mann sei dabei für Thomas Mann gehalten und deshalb von außen durch das Fenster erschossen worden. 

## Ausgaben
- Elisabeth Plessen, Michael Mann (Hrsg.): Meine ungeschriebenen Memoiren. S. Fischer, Frankfurt am Main 1974, ISBN 3-10-046701-9.
- als Taschenbuch: Fischer Taschenbuch, Frankfurt am Main 2000, ISBN 3-596-14673-9.

## Videos
- Elisabeth Plessen (Interview): Ein Besuch in Kilchberg, Januar 1969. Katia Mann erzählt
- Liebe, Hass & Leidenschaft - Thomas und Katia Mann - Eine bürgerliche Ehe Eine Dokumentation des BR von 1997
- Film von Birgit Kienzle, Mitarbeit: Elisabeth Plessen Frau Thomas Mann, Dokumentation, SWR 2005